# Lose Yourself to Dance
"Lose Yourself to Dance" é uma canção da dupla francesa de house music Daft Punk com participação de Pharrell Williams e Nile Rodgers. É o segundo single do quarto álbum de estúdio Random Access Memories.

## Pessoal
- Daft Punk – produção, vocais
- Pharrell Williams – vocais
- Nile Rodgers – guitarra
- Nathan East – baixo
- John Robinson – bateria

## Posições e certificações
| Parada (2013)                                     | Melhor posição |
| ------------------------------------------------- | -------------- |
| Bélgica (Ultratop 50 de Flandres)                 | 32             |
| Bélgica (Ultratop 50 da Valônia)                  | 38             |
| França (SNEP)                                     | 31             |
| Islândia (Tónlist)                                | 30             |
| Itália (FIMI)                                     | 17             |
| Irlanda (IRMA)                                    | 62             |
| Suécia (Sverigetopplistan)                        | 42             |
| Suíça (Schweizer Hitparade)                       | 59             |
| Reino Unido (UK Singles Chart)                    | 49             |
| Estados Unidos (Billboard Dance/Electronic Songs) | 13             |

## Histórico de lançamento
| Região         | Data                 | Formato          | Gravadora        |
| -------------- | -------------------- | ---------------- | ---------------- |
| Estados Unidos | 13 de agosto de 2013 | Mainstream radio | Columbia Records |
| Estados Unidos | 13 de agosto de 2013 | Rhythmic radio   | Columbia Records |
| Itália         | 30 de agosto 2013    | Mainstream radio | Sony Music       |